# طلال عمر عبدالله
طلال عمر عبدالله (انگلیسی: Talal Omar Abdillahi؛ زادهٔ ۱۲ مهٔ ۱۹۶۷) دونده دو استقامت اهل جیبوتی بود.
وی در بازی‌های المپیک تابستانی ۱۹۸۸ و بازی‌های المپیک تابستانی ۱۹۹۲ شرکت کرده‌است.